# Sarov
Sarov (rusky Саро́в) je uzavřené město v Nižněnovgorodské oblasti v Rusku. Jde o jedno z center ruského výzkumu nukleárních technologií a dodnes je nepřístupné pro cizince bez zvláštního povolení. Žije zde necelých 100 tisíc lidí.
Větší část města leží na území Nižněnovgorodské oblasti, i když menší část spadá pod oblast Mordvinsko.

## Název
V letech 1946 až 1970 neslo město jméno Arzamas-75 (rusky Арзамас-75), později do roku 1991 Arzamas-16. V tomto období se v některých dokumentech objevil i krycí název Gorkyj-130 (Горький-130). Do roku 1995 neslo město pojmenování Kremlov (Кремлёв). Tajné názvy se často měnily a jsou známy i další: KB11, Moskva centrum – 300.

## Historie
Město založili roku 1310 Tataři pod názvem Sary Kylyč. Příchod Rusů je spjat s poustevníkem Fedosijem, který se zde roku 1664 usadil. Jeho poustevna zůstala trvale obývána a počátkem 18. století poblíž ní vznikl klášter. Nejznámějším zdejším poustevníkem je Serafim Sarovský.
Během ruské občanské války klášter zpustl a v roce 1928 byl předán do správy NKVD. Ta zde zřídila dětský trestný pracovní tábor. V roce 1938 přebral vedení pracovního průmyslového tábora Lidový komisariát. Na základě jeho rozhodnutí se začala výroba tříštivě trhavých 152mm dělostřeleckých nábojů a granátů. V letech 1942–1943 se během druhé světové války v Sarově vyráběla děla pro reaktivní střely kaťuša. V roce 1946 bylo město vybráno J. B. Charitonovem a Igorem Kurčatovem jako tajný objekt na výrobu jaderné zbraně.
29. srpna 1949 na Semipalatinském jaderném polygonu úspěšně proběhla zkouška historicky první sovětské atomové bomby – RDS-1. 12. srpna 1953 úspěšně proběhla i zkouška první vodíkové bomby – RDS-6s. V tomto období se stal Sarov známým jako jaderný štít SSSR a později Ruska. Sarov i v současnosti hraje významnou roli v obranné politice Ruska. Je městem, ve kterém se nachází významné vědeckovýzkumné středisko Ruska Technopark Sarov. V jeho institucích pracuje dnes přibližně 24 000 lidí.